# Природни сателити Јупитера
Око планете Јупитер до сада је откривено укупно 95 познатих природних сателита.
7. јануара 1610. у раним вечерњим сатима Галилео Галилеј посматрајући Јупитер налази у његовој близини три звјездице: двије источно и једну западно од планете. Следеће вечери је примијетио да се Јупитер помјерио и да се све три звјездице налазе западно од планете. 9. јануара је било облачно и Галилеј је поново посматрао Јупитер 10. Двије ситне звијезде сада су стајале источно од Јупитера. 11. јануара Галилеј је схватио да су звездице у ствари три Јупитерова сателита. 13. јануара Галилеј је открио и четврти сателит Јупитера.
Сви Галилејеви сателити имају синхрону ротацију. Четири најдаља сателита, Ананке, Карме, Пасифе и Синопе, имају ретроградне путање што наводи на претпоставку да се ради о заробљеним астероидима. У прилог томе говори и прилично слаб албедо ових сателита што опет сугерише да су они грађени од стјеновитог материјала, а не од леда као остали Јупитерови сателити.
Сателити које је Галилео открио су: Ио, Европа, Ганимед и Калисто (сада знани и као Галилејеви сателити).

## Сателити
Списак Јупитерових сателита (удаљеност од Јупитера, полупречник, проналазач, година открића):
| Сателит   | Удаљеност  | Полупречник | Проналазач | Година |
| --------- | ---------- | ----------- | ---------- | ------ |
| Метис     | 128.000 km   | 20          | Синот      | 1979.  |
| Адрастеја | 129.000 km   | 10 km         | Џуит       | 1979.  |
| Амалтеја  | 181.000 km   | 98 km         | Бернард    | 1892.  |
| Теба      | 222.000 km   | 50 km         | Синот      | 1979.  |
| Ио        | 422.000 km   | 1.815 km      | Галилеј    | 1610.  |
| Европа    | 671.000 km   | 1.569 km      | Галилеј    | 1610.  |
| Ганимед   | 1070.000 km  | 2631 km       | Галилеј    | 1610.  |
| Калисто   | 1883.000 km  | 2400 km       | Галилеј    | 1610.  |
| Леда      | 11.094.000 | 8           | Ковал      | 1974.  |
| Хималиа   | 11.480.000 | 93 km         | Перин      | 1904.  |
| Лиситеа   | 11.720.000 | 18          | Николсон   | 1938.  |
| Елара     | 11.737.000 | 38 km         | Перин      | 1905.  |
| Ананке    | 21.200.000 | 15          | Николсон   | 1951.  |
| Карме     | 22.600.000 | 20          | Николсон   | 1951.  |
| Пасифе    | 23.500.000 | 25 km         | Мелот      | 1908.  |
| Синопе    | 23.700.000 | 18          | Николсон   | 1908.  |

Вредности за мање сателите су приближни док многи мањи сателити нису наведени.

## Белешке
1. ↑  Последњи потврђени су S/2022 J 1, S/2022 J 2, и S/2022 J 3, од 23. марта 2023. године.